# Muggle

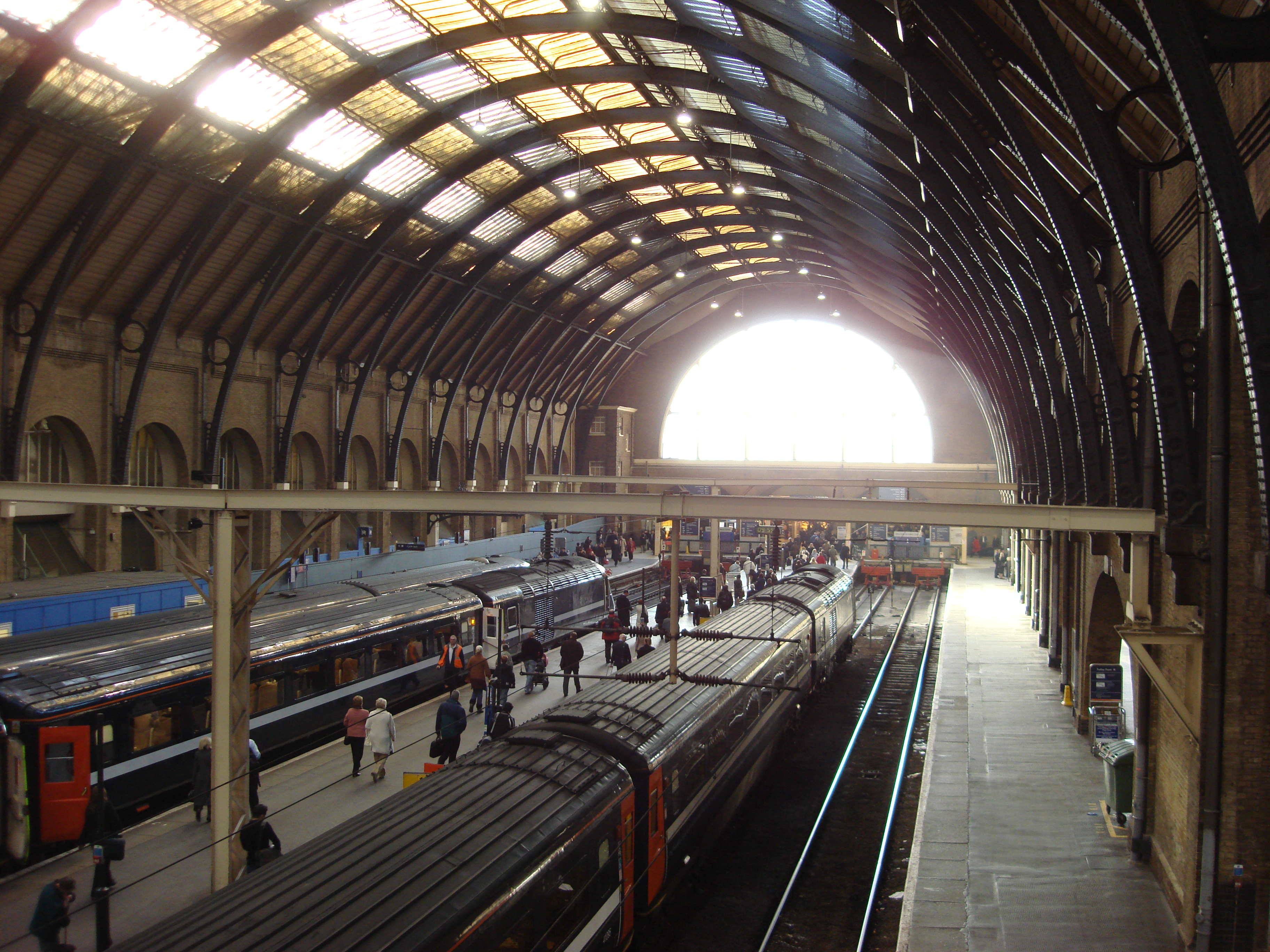
En el universo de Harry Potter, la estación de trenes de King's Cross marca la separación entre el mundo muggle y la comunidad mágica, ya que ahí los magos menores de edad abordan el tren que los conduce al Colegio Hogwarts de Magia y Hechicería.

Se denomina muggle al ser humano que no tiene ninguna habilidad mágica; de este modo, el término designa a uno de los grupos humanos que coexisten en el universo de Harry Potter, ideado por la escritora británica J. K. Rowling. La gran mayoría de los muggles desconocen la existencia de la magia o se muestran renuentes a creer en ella; parte de este desconocimiento se debe a que el Ministerio de Magia —entidad gubernamental que rige la comunidad mágica de Gran Bretaña e Irlanda— se encarga de mantener cualquier manifestación sobrenatural fuera del campo de percepción de los no magos. Como se ve en Harry Potter y el misterio del príncipe, el ministro de Magia se encuentra en contacto con la autoridad del poder ejecutivo de cada país.
Entre los magos, las actitudes hacia los muggles y su cultura son muy diversas: algunos como Albus Dumbledore o Arthur Weasley respetan y hasta demuestran fascinación por la cultura de los no magos. Otros, como las facciones más conservadoras de la comunidad mágica o lord Voldemort y sus mortífagos, oscilan entre la renuencia al trato con los muggles y el abierto odio, llegando incluso a organizar campañas contra estos o asesinatos por mera diversión. Este odio está motivado por una creencia en el linaje según la cual los no magos y el nacimiento de hijos concebidos con muggles está mal visto.
Debido a la popularidad de la saga Harry Potter, el término "muggle" con el significado que se desprende de las novelas de Rowling se agregó al Oxford English Dictionary a partir del año 2002. Además, en el habla popular se han dado usos extendidos del término que exceden a los que el diccionario registra.

## Definición y etimología
En el universo ficticio creado por J. K. Rowling, la palabra muggle designa a aquellos seres humanos que son incapaces de utilizar la magia, seres que constituyen la mayor parte de la población del mundo. Aunque los muggles no poseen habilidades mágicas, pueden sentir la presencia de algunos seres sobrenaturales como los dementores.
Rowling creó el término a partir de la palabra inglesa «mug», que se utiliza para describir a una persona crédula o fácil de engañar. No obstante, como la autora buscaba evocar en el término lo crédulo pero también hacer que la palabra sonara menos degradante suavizó el cariz negativo de «mug» agregándole el sufijo «–gle». Sin embargo, la palabra «muggle» ya existía en el slang de la década de 1920 para referirse al cigarrillo de marihuana; Rowling declaró que desconocía ese uso de la palabra en el momento en que creó el término. Fuera del inglés moderno, la palabra aparecía ya en el anglosajón o inglés antiguo con el significado de «cola que se asemeja a la de un pez» o para hacer referencia a una mujer joven.
En el año 2000, Nancy Stouffer demandó a J. K. Rowling acusándola de plagiar su libro Legend of Rah and Muggles (La leyenda de Rah y los muggles) y en especial de haber robado el término del título que, Stouffer sostuvo, ella había inventado. No obstante se demostró que Stouffer había falsificado documentos y Rowling ganó el juicio.

## Mugglesconocidos

### En las novelas
- Vernon Dursley: tío de Harry Potter. Trabaja para una compañía de taladros y vive en los suburbios de Little Whinging con su familia. Vernon siente aversión por cualquier mención de los poderes sobrenaturales de Harry, así como por cualquier cosa «fuera de lo normal».[9]
- Petunia Dursley (de soltera Evans): es la hermana de Lily (Evans) Potter, madre de Dudley y esposa de Vernon Dursley. Siempre calificó a su hermana como una «monstruosidad» por su condición de bruja,[10] pero en realidad sentía una gran envidia por ella.
- Dudley Dursley: hijo del matrimonio anterior.[9]
- Marge Dursley: hermana de Vernon Dursley. Aparece en Harry Potter y el prisionero de Azkaban y termina convertida en globo al insultar a los padres de Harry, lo que provoca la ira de este último.
- Sr. y Sra. Granger: padres de Hermione Granger. Ambos son dentistas y acompañan a su hija a hacer sus compras en el callejón Diagon, por lo cual figuran entre los pocos muggles que tienen conocimiento sobre la comunidad mágica. Durante el ascenso de lord Voldemort al poder, Hermione les envía a Australia con identidades falsas para protegerles.[11]
- Frank Bryce: jardinero y cuidador de la mansión Riddle. Asesinado en el primer capítulo de Harry Potter y el cáliz de fuego.
- Tom Riddle: padre de Tom Sorvolo Riddle —posteriormente conocido como lord Voldemort—. Tom concibió a su hijo con la bruja Mérope Gaunt bajo la influencia de un hechizo de esta última.
- Primer ministro británico: durante el levantamiento de Voldemort en Harry Potter y el misterio del príncipe, el ministro de Magia, Rufus Scrimgeour, y Cornelius Fudge contactan con el mandatario del Reino Unido para ponerlo al tanto de la situación.[12]

### En las adaptaciones
Pocos muggles han aparecido en las adaptaciones cinematográficas de las novelas que se han estrenado desde el año 2001. Los principales personajes al respecto son los miembros de la familia Dursley, quienes han sido interpretados por los actores británicos Richard Griffiths (Vernon), Fiona Shaw (Petunia), Harry Melling (Dudley) y Pam Ferris (Marge). Otros actores han aparecido en papeles aún más reducidos como Eric Sykes (Frank Bryce) y Elarica Gallagher, que interpreta a una mesera con la que Harry coquetea en Harry Potter y el misterio del príncipe y que fue inventada para la ocasión, no apareciendo en la novela homónima.

## Relación con otros conceptos de la serie

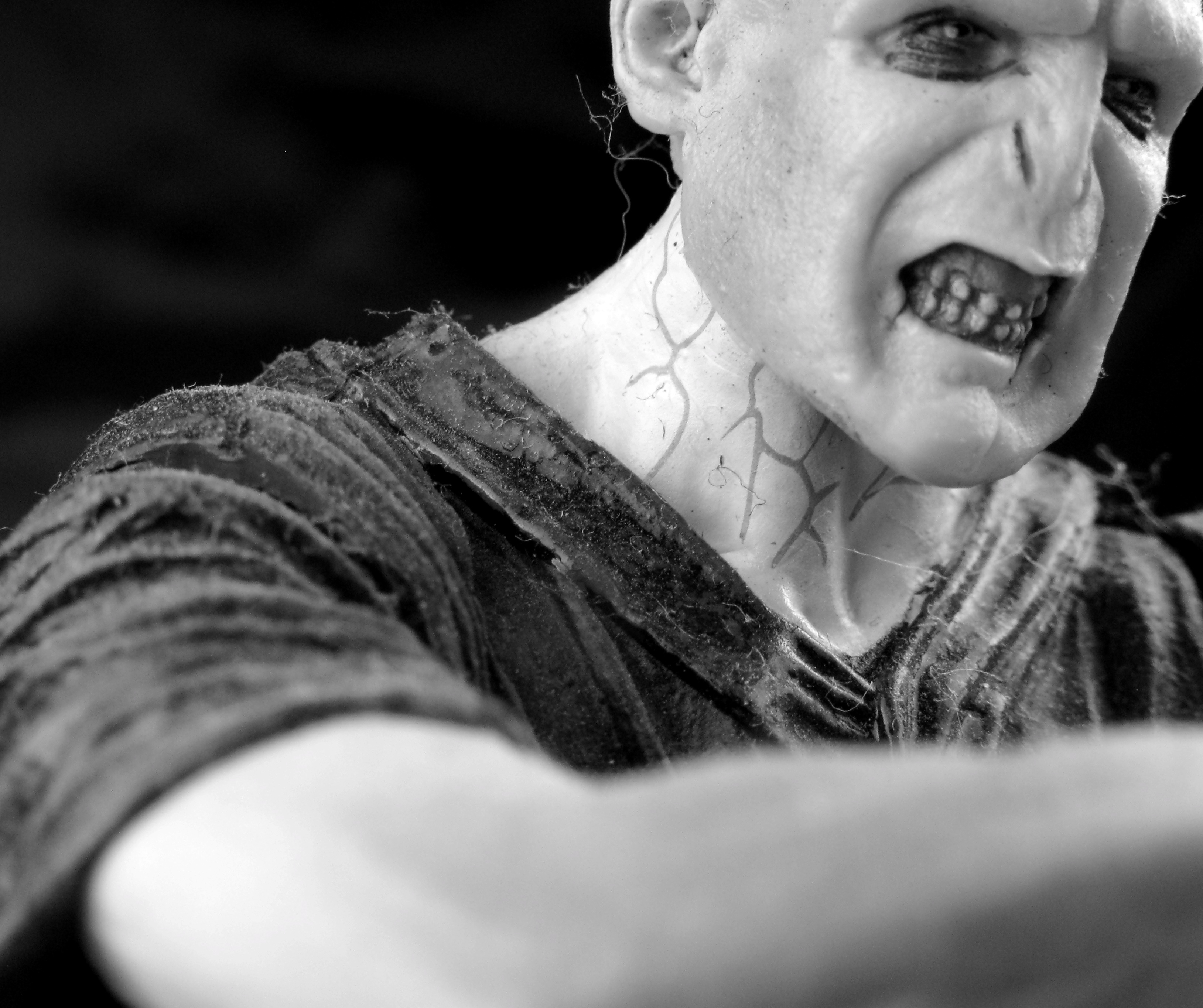
Lord Voldemort es un brujo tenebroso que sostiene la supremacía de la sangre pura. Este principio es fundamental entre sus servidores, los mortífagos.

El concepto de muggle linda con otros términos que también refieren a los componentes humanos de la serie. Dentro de la comunidad mágica resuena la importancia de la pureza de sangre, que funciona como principio estructurante en la delimitación de los grupos humanos. Sobre la base de ese concepto surgen diferentes términos para identificar a los magos sobre la base de su ascendencia.
Se denomina «sangre dura o rugosa» o «sangre limpia» a aquellos hechiceros que han nacido de padres con sangre mágica. Frecuentemente, este término es utilizado por aquellos que defienden la pureza de sangre para demostrar su estatus frente a otros. Algunos magos, como Ron Weasley o Albus Dumbledore, sostienen que el concepto de «sangre pura» es falso, pues los magos se habrían extinguido de no haber mezclado su sangre. De acuerdo con Dumbledore, las familias que proclaman ser de sangre pura mienten acerca de sus ancestros.
Los magos mestizos («Half-Blood» en inglés) tienen al menos un padre con sangre mágica y un padre o abuelo muggle. Los que promulgan la supremacía de la sangre pura consideran que los mestizos son inferiores a ellos, pero que están en un escalón superior a los squibs en la sociedad de los magos. 
Un squib es un mago nacido de padres con sangre mágica pero que por causas desconocidas no posee poderes; es el caso contrario a un «sangre sucia» o «nacido de muggles». Algunos magos utilizan el término para referirse a otros magos cuyo manejo de la magia es muy rudimentario, como es el caso de Mérope Gaunt y Ariana Dumbledore.
Por último, se denomina mago nacido de muggles («Muggle-born» en inglés) a aquellos que efectivamente, han nacido de dos padres sin sangre mágica. El apodo «sangre sucia» («Mudblood» en inglés) es un uso peyorativo con el cual se ataca a los nacidos de muggles; los brujos elitistas sostienen que los magos de este tipo son inferiores y que poseen poderes deficientes. Se los considera el caso opuesto a los squibs. Según Rowling, todo mago nacido de muggles tiene algún ancestro mágico sólo que muy alejado en su árbol genealógico.
Un estudio de 2005 –«Harry Potter and the Recessive Allele»– analizó la transmisión de la capacidad de hacer magia sobre la base de la teoría de la herencia genética de Gregor Mendel. Según el estudio, la magia se transmitiría a través de un gen recesivo que explicaría las diferentes posibilidades de combinación y resultados de las mismas. Científicos de Cambridge, no obstante, señalaron que la investigación era «determinista y carente de evidencia». Rowling, por otro lado, declaró que la magia se transmite a través de la herencia genética y que se trataba de un rasgo resistente, tanto que podía saltear generaciones dando por resultado magos nacidos de muggles.

## El mundomuggle
Rowling construye a los no magos de su obra con la misma amplitud de perspectiva que a sus hechiceros; los personajes muggles que se presentan en la saga van desde personas bien intencionadas (como el primer ministro muggle) y agradables (como los padres de Hermione Granger o Ted Tonks) hasta familias prejuiciosas como los Dursley. En medio se presentan variantes y combinaciones, aunque la mayor parte de los seres humanos no magos tiene un papel periférico dentro del ciclo novelístico.

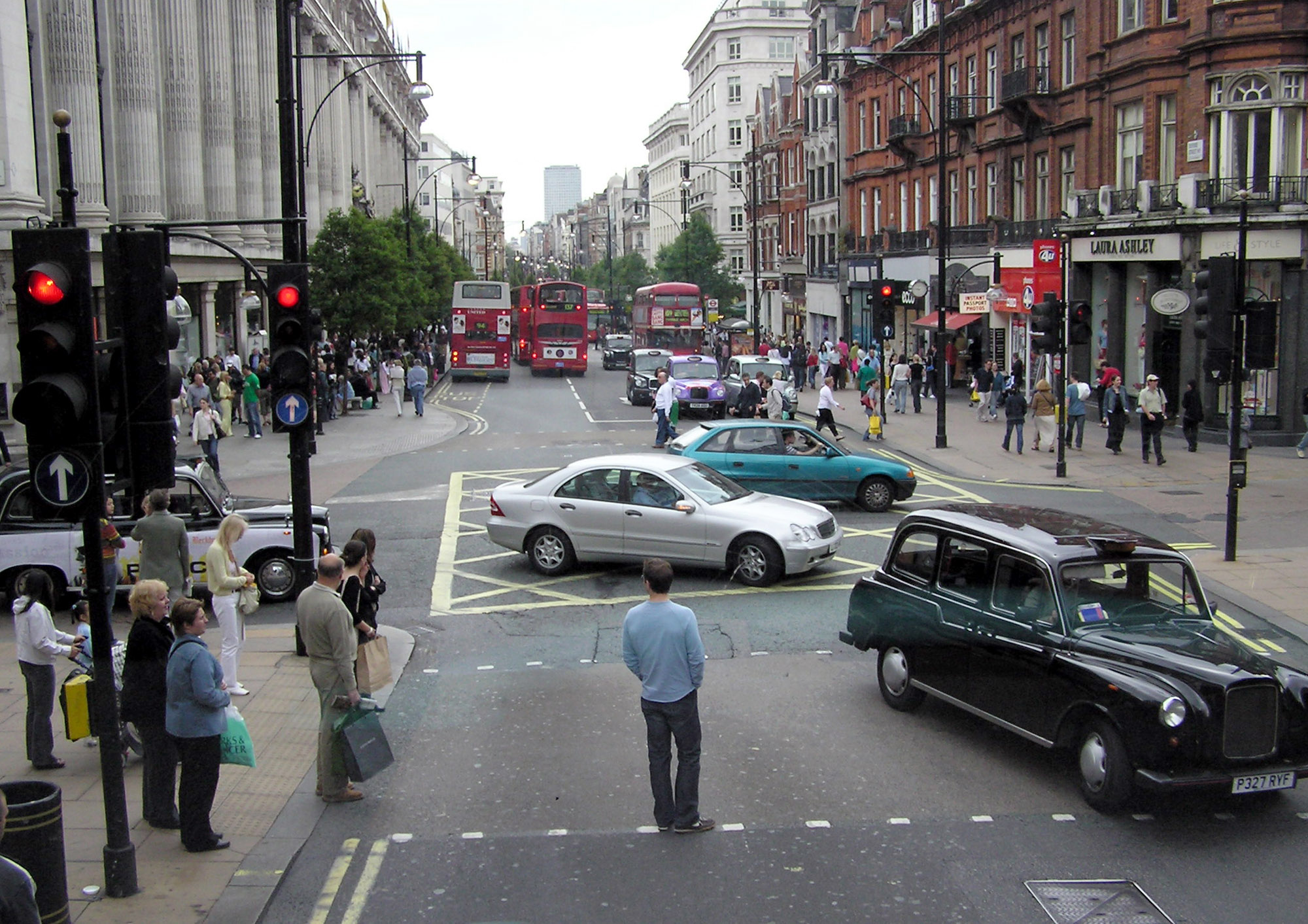
A diferencia de otras obras de ficción, en Harry Potter el mundo de los magos y el de los muggles es el mismo, solo que los primeros se esconden de los segundos porque desean mantener su mundo en secreto.

Básicamente, el mundo en que viven los no magos es el mismo que el de la comunidad mágica. A diferencia de otras obras como Las Crónicas de Narnia de C. S. Lewis, donde existe una entrada a un mundo paralelo desde la realidad o en ficciones como El Señor de los Anillos de J. R. R. Tolkien –cuya historia transcurre en un pasado ficticio de nuestro mundo-, la saga Harry Potter muestra la coexistencia de dos órdenes en una misma realidad, solo que los brujos viven ocultos de los muggles. Ambos órdenes se parecen en que poseen una organización geopolítica, sistemas educativos y económicos así como manifestaciones artísticas y hasta cuestiones como la discriminación. En cuanto al aspecto legal, Andrew Schwabach señaló en un estudio de 2006 que la legislación de los magos muestra profundas diferencias con la de los muggles y grandes fallas y dilemas éticos.
Las causas de la separación entre los dos mundos nunca han sido muy explícitas en la serie; no obstante, en el libro anexo Animales fantásticos y dónde encontrarlos, Rowling aclaró un poco los motivos de esta división: según se cuenta, los muggles eran conscientes de la presencia de los magos en el mundo durante la Edad Media; a causa de las persecuciones que los magos sufrían en el siglo XV poco a poco las dos sociedades se fueron separando y los magos eligieron el anonimato. Algunas familias intentaron llevar una doble vida ocultando su naturaleza mágica pero hacia el siglo XVII, la sociedad mágica era casi por completo reacia a contacto con los muggles; cualquier mago que lo hiciera era, por lo general, un marginado.
La resolución se dio con la reunión de la Confederación Internacional de Magos en 1692 que sancionó el Estatuto Internacional del Secreto. Mediante el estatuto se crearon los Consejos de Magos (antecesores de los Ministerios de Magia) que se encargarían de regular todos los aspectos de la vida en la comunidad mágica para ocultarlos de los muggles. Una de las principales herramientas de los ministerios es el Encantamiento modificador de la memoria, cuyo uso y legalidad se ha cuestionado por responder a intereses políticos antes que a un uso legítimo.

## Representaciones de losmugglesentre los magos
La actitud de los magos hacia sus congéneres ha oscilado a lo largo del tiempo. Además de los conflictos históricos que provocaron la toma de medidas para ocultarse, se han suscitado algunas otras reacciones con respecto a los no magos; algunas familias que se enorgullecen por ser «de raigambre» han sostenido posturas fuertemente elitistas contra los muggles y los magos que hubieran mezclado su sangre con aquellos o que los frecuenten. La problemática de las relaciones magos-muggles ha repercutido incluso en la sanción de diferentes leyes referidas al tema, tanto a favor como en contra. Arthur Weasley –brujo fascinado por las diferentes formas en las que los no magos estructuran su vida sin magia– impulsa la Ley de Defensa de los Muggles, lo que choca contra la resistencia de familias conservadoras como los Malfoy o los Black; de hecho, los Black habían intentado sancionar una ley para dar caza a todos los seres humanos que no fueran capaces de hacer magia. A pesar de todas estas discrepancias, algunos hechiceros han escrito tratados como Muggles que se dan cuenta, el cual analiza la problemática de las relaciones entre magos y no magos además de algunos casos en que las medidas de seguridad tomadas por las autoridades mágicas han fallado. En el ámbito educativo, la escuela Hogwarts dicta una asignatura llamada Estudios muggles, donde los alumnos aprenden cómo funciona el mundo sin la magia.
El mismo choque de representaciones se ve otros aspectos de la cultura de los hechiceros. Los cuentos de Beedle el Bardo, una colección de relatos escritos en el siglo XV por Beedle, muestra este conflicto también. Según Rowling lo establece en el prólogo, Beedle sentía aprecio por los muggles y algunos de sus relatos reflejan eso y abogaban por la tolerancia. El cuento «El mago y el cazo saltarín» ejemplifica esa idea al presentar un joven brujo que se niega a utilizar sus habilidades para auxiliar a sus vecinos no mágicos como lo hacía su padre. Según Graeme Davis, la aversión que el mago siente hacia los muggles es equiparable al racismo, uno de los temas que repercuten a lo largo de la saga Harry Potter. Dumbledore comenta que el cuento, ha despertado reacciones adversas entre los sectores más conservadores de su sociedad por presentar un mensaje de tolerancia; otros autores de la comunidad mágica han reelaborado la fábula (como es el caso de Beatrix Bloxam), incluso con el fin de marcar la supremacía de los magos recurriendo a concepciones estereotipadas de los muggles –identificados como seres barbáricos–. A su vez, «La fuente de la buena fortuna» fue el epicentro de una polémica entre Dumbledore y Lucius Malfoy, quien exigía que se retirase todo ejemplar de Los cuentos de Beedle el bardo del colegio Hogwarts por contener en sus páginas la narración de una alianza matrimonial entre una bruja y un hidalgo muggle. Davis sostiene, nuevamente, que esto puede verse en términos de odio racial, ya que esa unión puede verse como una forma de mestizaje que algunos magos repudiarían.
Por otra parte, la actitud de lord Voldemort y sus mortífagos hacia los muggles –matarlos por mera diversión– puede considerarse como uno de los indicios que ponen al brujo tenebroso y sus secuaces a la altura de una aristocracia reaccionaria que ve a los muggles como la forma más baja de la vida humana.

## Usos en la realidad

### En la cultura popular
A raíz de la popularidad conseguida por las novelas de Rowling, el término se difundió y comenzó a ser adoptado en diferentes ámbitos, produciéndose a veces ligeros desplazamientos semánticos. En el periodismo, por ejemplo, se ha utilizado la palabra con ligeras alteraciones de significado; en una nota de tapa para la revista Time, los autores esbozaron formas de determinar si el lector lo era o no un muggle:

Primero lo primero, para los no iniciados aquí presentamos tres signos infalibles y clínicamente probados de que eres un muggle:
1. Descubrís a un niño o niña con su frente engalanada por un tatuaje encolado con forma de un rayo morado y no tienes idea de qué es lo que estás viendo.
2. Todavía piensas que la lectura es un arte perdido, sobre todo entre los jóvenes, y que los libros se han convertido en algo obsoleto en nuestra era electrónica.
3. No sabes lo que son los muggles.

Paul Gray, Elizabeth Gleick y Andrea Sachs.

De este modo, identificaron el «ser muggle» con «ser una persona que desconoce por completo qué es Harry Potter». En un sentido similar, Charles Taylor escribió en su comentario a La piedra filosofal que «para aquellos que insisten en que las novelas deberían impartir una lección, que la de Harry Potter sea la única que importa en la literatura: separar a los muggles de los magos», entendiendo que los segundos son aquellos que se muestran capaces de utilizar su imaginación para sumergirse en las páginas del libro. En el habla popular también, los miembros de algún grupo especializado lo han utilizado para denominar a aquellos que no pertenecen al grupo. Es frecuente, por ejemplo, que los miembros de la organización Mensa llamen muggles a los no mensistas.
Retomando el vocablo, Michael Wheeler acuñó el término «Restricción muggle» («Muggle constraint») para hacer referencia a las limitaciones de la mente humana que opera sobre la base de esquemas que no aceptan ningún tipo de explicación de carácter mágico o sobrenatural.

### Inclusión en elOxford English Dictionary
En 2002, la editorial Oxford University Press editó el Shorter Oxford English Dictionary, un volumen abreviado de la edición convencional del diccionario que recogía nuevas palabras de gran circulación en la lengua inglesa; muchas de las mismas eran términos tomados de obras de ficción. Sin embargo, la palabra «muggle» no fue incluida en esa ocasión ya que, de acuerdo a los parámetros y criterios con que los lexicógrafos elaboran el diccionario, la palabra no contaba todavía con suficiente difusión.
Al año siguiente, la palabra se incluyó en la nueva edición del Oxford English Dictionary —tercera actualización lexicográfica del mismo en 146 años—. La inclusión resultó peculiar ya que pocos neologismos extraídos de la ficción se han incluido en el diccionario estando en vida los autores. El término «muggle» se incluyó en el diccionario dado a su «popularidad mundial» y a que la palabra comenzó a utilizarse con frecuencia fuera de las novelas de J. K. Rowling; el diccionario registra en su entrada incluso los desplazamientos semánticos que la palabra ha sufrido en el habla popular:

Muggle: inventado por J. K (Joanne Kathleen) Rowling (n. 1965), autora británica de ficción fantástica infantil.
1. En la ficción de J. K. Rowling: persona que no posee habilidades mágicas. 
2. A partir de ahí, en usos alusivos y por extensión: persona que carece de una habilidad o habilidades en particular, o a la que se considera inferior en algún aspecto.

En una encuesta sobre los entretenimientos de la década del 2000 que organizó Entertainment Weekly se menciona la influencia cultural de la saga Harry Potter tomando como ejemplo el ingreso del término «muggle» al diccionario: «Si eso no demuestra influencia, no sé qué lo hace», se comenta en el apartado dedicado a examinar las razones de la popularidad de la serie.